# Como É Boa Nossa Empregada
Como É Boa Nossa Empregada é um filme brasileiro de 1973, do gênero comédia pornochanchada, dividido em três episódios, dirigidos por Ismar Porto (episódio 1) e Victor di Mello (episódios 2 e 3). Foi o 9º lugar na lista das 10 maiores rendas do filme nacional entre julho de 1970 e dezembro de 1975.

## Primeiro episódio: "Lula e a copeira"
- Argumento: Xisto Baía Filho
- Roteiro, Montagem e Direção: Ismar Porto
- Música: Osmar Milito

### Sinopse
Lula, um adolescente rico sem nenhuma experiência sexual paquera a nova copeira de sua casa, causando rebuliço em sua família.

### Elenco
| Ator               | Personagem          |
| ------------------ | ------------------- |
| Pedro Paulo Rangel | Lula                |
| Vilma Chagas       | Clarinha, a Copeira |
| Edson Silva        | Dr. Ricardo         |
| Urbano Lóes        | Otávio              |
| Lídia Mattos       | Alice               |
| Márcia Couto       | Márcia              |
| Cléa Simões        | Gertrudes           |

## Segundo episódio: "O terror das empregadas"
- Música: José-Itamar de Freitas
- História, Roteiro e Diálogos: Alexandre Pires, Reinaldo de Moraes
- Direção: Victor di Mello

### Sinopse
Bebeto, um jovem estudante, inexperiente em sexo e obcecado por empregadas domésticas, paquera todas que conhece, preocupando a mãe que contrata um psicólogo.

### Elenco
| Ator              | Personagem   |
| ----------------- | ------------ |
| Stepan Nercessian | Bebeto       |
| José Lewgoy       | Dr. Leonel   |
| Maria Pompeu      | Ada          |
| Meiry Vieira      | Leila Sandra |
| Zezé Macedo       | Empregadas   |
| Iara Jati         | Empregadas   |
| Virgínia do Carmo | Empregadas   |
| Lúcia Apache      | Empregadas   |
| Odete Matos       | Empregadas   |

## Terceiro episódio: "O melhor da festa"
- Músicas: Clabarra
- História, Roteiro e Diálogos: Zevs Ghivelder e Fernando Amaral
- Direção: Victor di Mello

### Sinopse
Naná é corretor de ações e um marido com discurso moralista, casado com uma esposa paciente. Numa festa da sociedade, ele se encanta com a empregada mulata e marca um encontro clandestino com ela. Mas a esposa aparece no local e para evitar ser surpreendido, Naná pede ajuda a um funcionário de um amigo, que acaba confundindo a empregada com a esposa.

### Elenco
| Ator              | Personagem           |
| ----------------- | -------------------- |
| Jorge Dória       | Dr. Renato (Naná)    |
| Carlo Mossy       | Honorinho (Loirinho) |
| Aizita Nascimento | Empregada            |
| Neuza Amaral      | Leda                 |
| Paulo Ramos       | Renatinho            |
| Beth Barcellos    | Betinha              |
| Ricardo Ferrari   | Bernardo             |